# Delfínovec čínský
Delfínovec čínský (Lipotes vexillifer, čínsky 白鱀豚) je sladkovodní delfín, který se nalézá pouze v řece Jang-c’-ťiang a v jezeře Tung-tching-chu v Číně. Červený seznam IUCN 2007 jej klasifikuje jako kriticky ohrožený druh a uznává, že pravděpodobně vyhynul v důsledku zhoršení podmínek prostředí, ve kterém žil.

## Popis
Je to ozubený kytovec dlouhý 2 až 2,5 metrů a váží průměrně 140 kg. Je zbarven modrošedě až šedě, na břiše je výrazně světlejší. Čelisti má protažené, zobákovité a nachází se v nich průměrně 132 až 144 zubů. Má sice funkční oči, ale jeho zrakové schopností jsou chabé. Při orientaci a lovu využívá echolokace. Je to málo prozkoumaný druh delfínovce. Žije ve skupinách tří až deseti jedinců, živí se převážně rybami.

## Perspektiva
Populace delfínovců čínských se drasticky snížila v poslední desetiletích v důsledku industrializace Číny, hojného lovu, využívání řeky k přepravě a v poslední době také stavby vodní elektrárny Tři soutěsky. Byla vyvíjena snaha o zachování druhu, ale poslední expedici v roce 2006 se nepodařilo v řece najít žádného delfínovce čínského. Pořadatelé expedice jej prohlásili za funkčně vyhynulého.
V srpnu 2007 Zeng Yujiang údajně nahrál velké bílé zvíře plovoucí v řece Jang-c’-ťiang. Ačkoliv Wang Kexiong z Institutu hydrobiologie z Čínské akademie věd předběžně potvrdil, že zvíře na videu je pravděpodobně delfínovec čínský, přítomnost pouze jednoho nebo několika málo jedinců, zvláště v pokročilém věku, není dostatečná pro záchranu funkčně vyhynulého druhu od úplného vyhynutí. Poslední nesporné spatření bylo zaznamenáno v roce 2004.
V roce 1980 žilo v řece asi 400 delfínovců čínských. Pět let poté sotva polovina. A v roce 1998 jich přežívalo pouhých 13.

### Průzkumy
| Rok       | Areál průzkumu      | Prozkoumaná délka (km) | Počet nalezených | Odhadnutý celkový počet |
| --------- | ------------------- | ---------------------- | ---------------- | ----------------------- |
| 1979      | Wu-chan             | 230                    | 19               | –                       |
| 1979      | Nanking             | 170                    | 10               | –                       |
| 1979–1981 | Nanking             | 250                    | 3-6 skupin       | 400                     |
| 1978–1985 | I-čchang–Nan-tchung | 1600                   | 20+ skupin       | 156                     |
| 1985–1986 | I-čchang            | 1510                   | 42 skupin        | 300                     |
| 1979–1986 | Tchaj-čou           | 630                    | 78-79            | <100                    |
| 1987–1990 | I-čchang–Šanghaj    | 1669                   | 108              | 200                     |
| 1989–1991 | Čen-ťiang           | 500                    | 29               | 120                     |
| 1991–1996 | Si-čchang–Wu-chan   | 413                    | 42               | <10                     |